# Carol Willis
Carol Willis és una arquitecta i professora universitària estatunidenca. És la fundadora, directora i curadora del Skyscraper Museum. També és professora adjunta d'estudis urbans en la Universitat de Colúmbia. Herbert Muschamp descriu a Willis en The New York Times com «la dona que va crear el Museu del Gratacel en 1996 a partir del no-res, únicament amb la seva imaginació, la seva passió per l'arquitectura de Nova York, i la seva creença en la importància de la història i el valor de l'esfera pública».

## Biografia
Es va graduar magna cum laude i Phi Beta Kappa a la Universitat de Boston. Va estudiar Història de l'Arquitectura a la Universitat de Colúmbia.
Willis és autora de Form Follows Finance: Skyscrapers and Skylines in Nova York and Chicago. El llibre va rebre els premis de l'AIA i el de «Millor Llibre sobre l'Urbanisme a Amèrica del Nord» l'any 1995 per l'Associació de la Història Urbana. Treballa com a professora a la Universitat de Colúmbia.
Willis està casada amb Mark Willis, banquer i professor adjunt de planificació urbana de la Universitat de Nova York.

## Obres seleccionades
- Form Follows Finance: Skyscrapers and Skylines in New York and Chicago (Princeton Architectural Press, 1995: 2008)
- Building the Empire State (W.W. Norton, 1998)
- Introduction to Skyscraper Rivals by Daniel M Abramson (Princeton Architectural Press, 2000)
- The Lower Manhattan Plan Paperback, edited by Carol Willis, introduction by Ann Buttenwieser (Princeton Architectural Press, 2002)
- Introduction to New York Architecture: A History, photographs by Richard Berenholtz, text by Amanda Johnson (Nova York:Universe, 2003)
- Introduction to New York Deco by photographer Richard Berenholtz (Welcome Books, 2009)